# بلایندکریک
بلایندکریک (به انگلیسی: Blindcrake) یک روستا و محله مدنی در بریتانیا است که در الیردال واقع شده‌است. بلایندکریک ۳۴۸ نفر جمعیت دارد.